# Phytosciara angustima
Phytosciara angustima är en tvåvingeart som beskrevs av Yang, Zhang och Yang 1998. Phytosciara angustima ingår i släktet Phytosciara och familjen sorgmyggor. Inga underarter finns listade i Catalogue of Life.